# Кокозек (Абайская область)
Кокозек (каз. Көкөзек, до 1998 г. — Ириновка) — аул в Урджарском районе Абайской области Казахстана. Административный центр и единственный населённый пункт Кокозекского сельского округа. Находится примерно в 21 км к востоку от районного центра, посёлка Урджар. Код КАТО — 636455100.

## Население
В 1999 году население аула составляло 1731 человек (848 мужчин и 883 женщины). По данным переписи 2009 года, в ауле проживало 1413 человек (708 мужчин и 705 женщин).